# الحارس (لوحة)
الحارس (بالهولندية: De schildwacht) هي لوحة لحارس يستريح وكلب، للرسام الهولندي كاريل فابريتيوس عام 1654. وهي لوحة زيتية على خيش بمقاس 68 × 58 سم (27 × 23 بوصة). العمل في مجموعة متحف شفيرين في شفيرين ورُممت اللوحة عام 2004.